# Aimo Lahti
Aimo Johannes Lahti (Viiala, Finlandia, 28 de abril de 1896-Jyväskylä, Finlandia, 19 de abril de 1970) fue un diseñador finlandés de armas de fuego autodidacta.
De las 50 armas que diseñó, la más conocida es la Suomi M-31 SMG. Otros de sus conocidos diseños de armas incluyen el Lahti-Saloranta M/26 LMG, la pistola Lahti L-35 y el rifle antitanque Lahti L-39. Lahti también diseñó la ametralladora antiaérea ITKK 31 VKT de 7,62 y el cañón antiaéreo 20 ITKK VKT 20.
Su trabajo se considera decisivo para defender la independencia finlandesa y aumentar la confianza en la fiabilidad de las armas nacionales producidas allí.

## Biografía

### Primeros años
Aimo Johannes Lahti nació en Viiala el 28 de abril de 1896, hijo de Evert Williamson Lahti e Ida Sophia Carlsdaughter née Viitanen, el mayor de cinco hijos. Tuvo una infancia segura y algo salvaje.
Lahti no disfrutó de la escuela y se fue después del sexto año de la escuela primaria. Comenzó a trabajar en la fábrica de vidrio de Viiala cuando tenía 13 años. En el mismo año, compró su primera arma, un rifle Berdan, con cinco marcas que había ganado en la fábrica. A Lahti le fascinó el mecanismo del rifle y visitó al armero local Säteri, con quien examinó el arma de cerca. Aimo Lahti lo visitó varias veces, familiarizándose con los mecanismos de armas. Lahti cumplió su servicio militar en el regimiento central de Finlandia durante 1918 y 1919. El 20 de octubre de 1919, se casó con Ida Dagmar Lassila (1 de diciembre de 1890-27 de octubre de 1968). con quien tuvo un hijo, Olavi Johannes Lahti. Olavi fue luego piloto en la Fuerza Aérea Finlandesa y murió en 1944.

### Maestro armero en el ejército finlandés
Después de trabajar para el ferrocarril, Aimo Lahti se unió al ejército finlandés como armero principal en 1921. Fue influenciado por el capitán Rosenholm en esta decisión. En 1922, comenzó a diseñar el Suomi M-31 SMG después de examinar el Bergmann MP18, que tenía muchos problemas de diseño y era caro. El nuevo diseño fue revolucionario porque la confiabilidad, precisión y velocidad de disparo fueron excelentes. Los primeros 200 Suomi SMG se produjeron en 1922. Después de que se hicieron los prototipos, se le ordenó que trabajara bajo el control del Ministerio de Defensa y que diseñara una ametralladora ligera, que eventualmente sería la Lahti-Saloranta M/26. Luego mejoró el rifle Mosin-Nagant diseñando el M / 27 «Pystykorva» «Spitz», llamado así por su parecido de guardias de previsión a las orejas de esa raza de perro. Este rifle se entregó más tarde al ejército finlandés como su rifle de servicio.
En 1932, Lahti y el Ministerio de Defensa firmaron dos acuerdos importantes sobre las ganancias de Lahti y otros beneficios económicos. También le dio al gobierno los derechos para usar y vender sus diseños. En el mismo año, recibió una oferta para mudarse a una compañía de armas estadounidense. Le ofrecieron un cheque por 3 millones de marcos y una comisión del cinco por ciento sobre las armas que se habrían producido en los Estados Unidos. El mismo día el Ministerio reformó su contrato anterior. Lahti recibió más beneficios y derechos sobre sus invenciones y, por lo tanto, no sintió que mudarse a los Estados Unidos fuera una mejor oferta.
Lahti continuó diseñando armas hasta el final de la Guerra de Continuación cuando la Comisión de Control Aliado le preguntó sobre los 30 «rifles de asalto» perdidos que estaba diseñando y otros temas. La comisión tomó la decisión de que ya no se le permitiría trabajar como diseñador de armas. Disfrutó de una pensión general mayor del ejército finlandés después de los 50 años, hasta su muerte en 1970 en Jyväskylä a los 74 años.